# Charles Jeffrey
Charles Jeffrey (* 10. April 1934 in Kensington, London; † 29. März 2022 in Sankt Petersburg, Russland) war ein britischer Botaniker. Sein offizielles botanisches Autorenkürzel lautet „C.Jeffrey“.
Er war in den Kew Gardens tätig, später dann in St. Petersburg in Russland.

## Schriften
- The Cucurbitaceae of Eastern Asia. Royal Botanic Gardens, Kew, 1980.
- An introduction to plant taxonomy, 1968; 2. Auflage (Second Edition): Cambridge University Press, Cambridge, 1982, ISBN 0-521-28775-8.